# 短刀

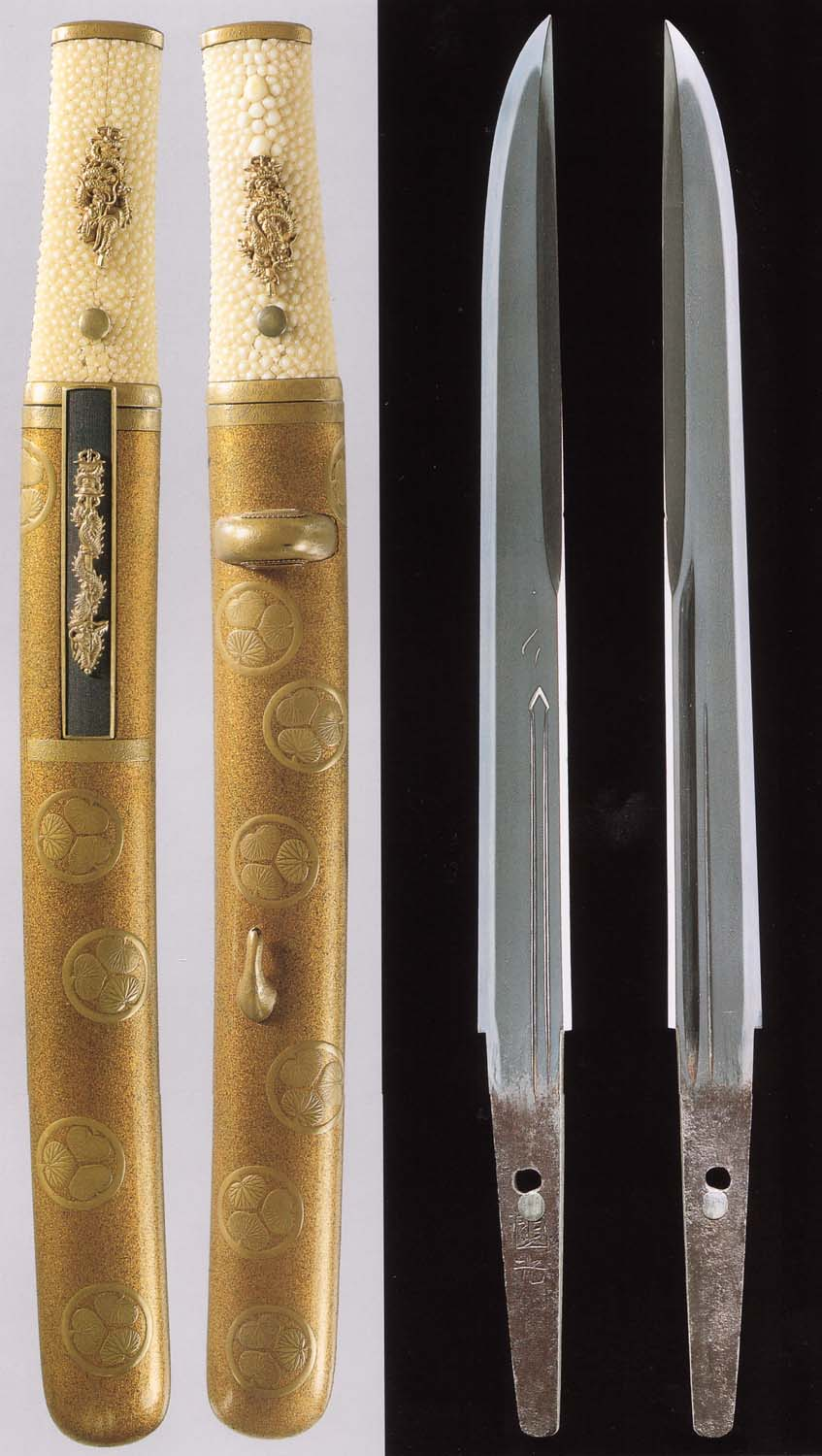
重文　銘 國光（新藤五國光）金梨地葵紋散蒔繪合口拵 小柄付（佐野美術館所藏）

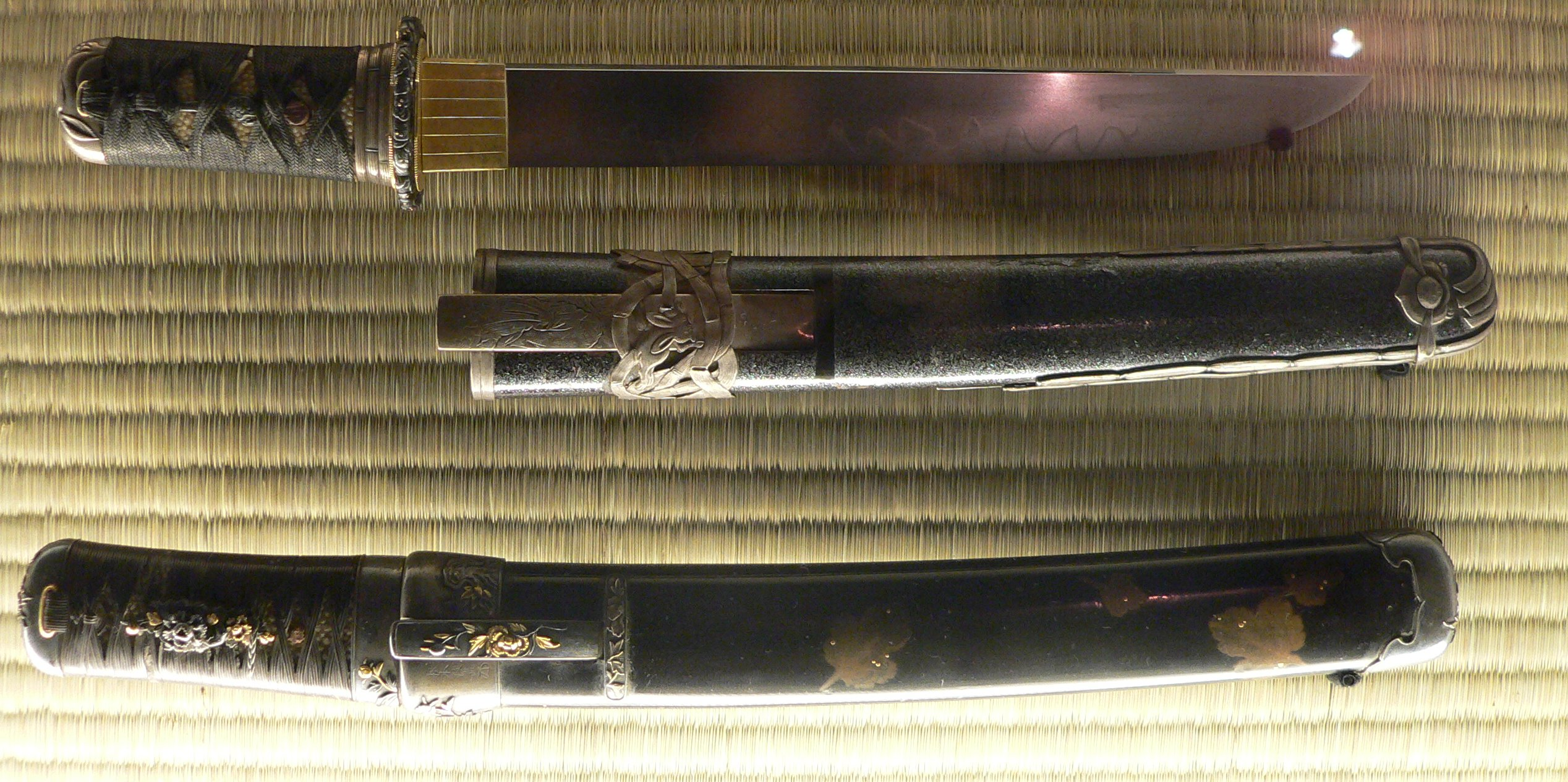
兩把短刀

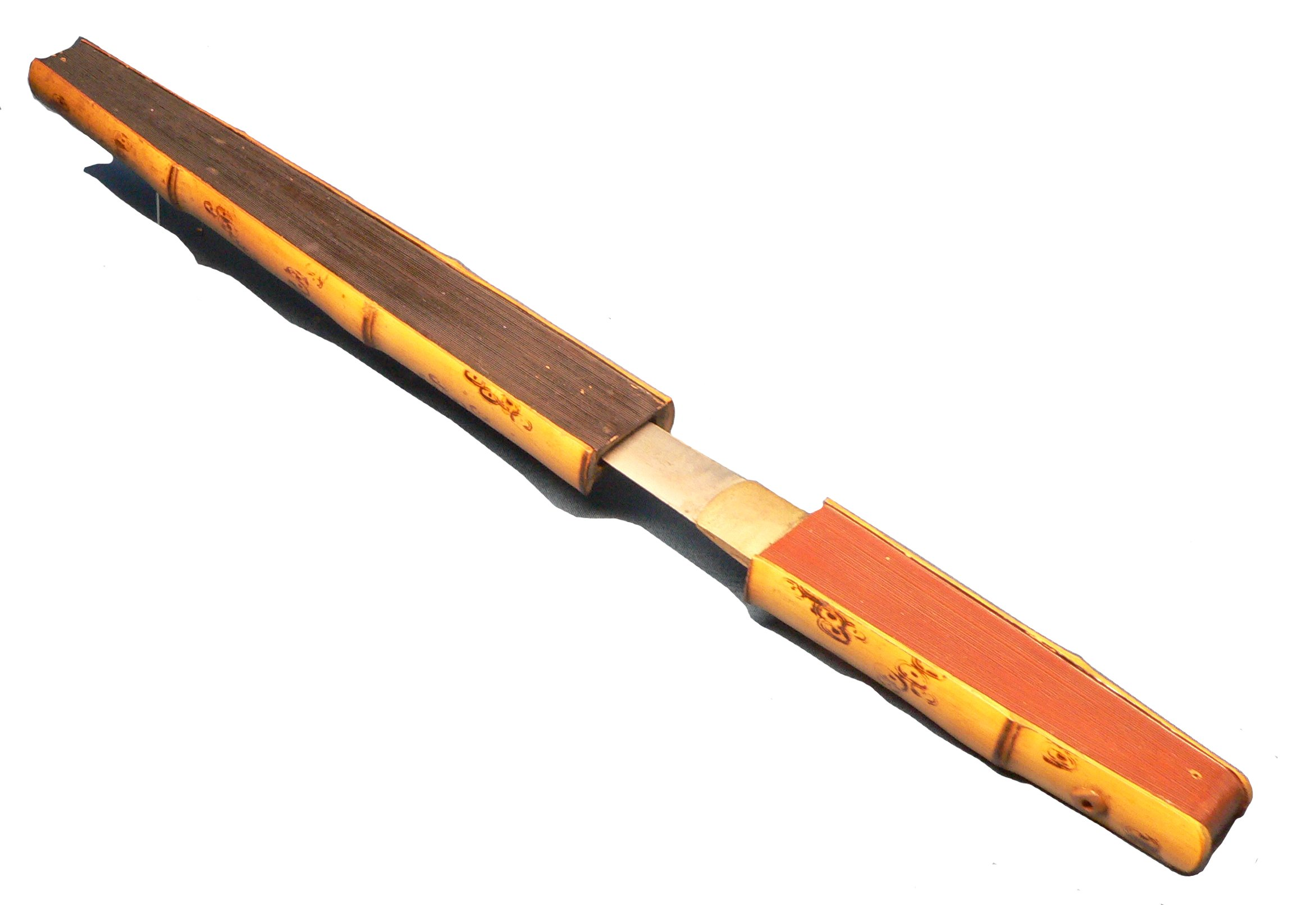
藏於扇子型刀鞘中的短刀

短刀（たんとう）為日本傳統長一尺（約30.3公分）以下刀的總稱。另外刀身超過一尺而仍以短刀樣式鑄造者，被稱為寸延短刀（すんのびたんとう）。

## 概說
短刀包含各種種類的刀，用途來說是刺刀（さすが）、攜帶來說是懷刀與腰刀（こしがたな）、以儀式來說是鞘巻（さやまき）或合口（／匕首）等，各式刀具都可以稱為短刀。
一般來說算是短劍至小刀概念的武器，有著攜帶方便、極近距離攻擊等特點。短刀也有讓女性或兒童攜帶裝飾後的短刀防身的例子，這種狀況下被稱為守護刀，作為一種避免災厄的護符存在。
今天日本皇室儀式中也存在著賜劍之儀，即天皇賜予天皇家與各宮家初生嬰兒守護刀的儀式。此賜劍之儀中的守護刀根據製作的刀匠記載，為刃長約20到28公分、平造、内反的短刀。
日本黑道的黑話中將威脅他人的中的省略，稱呼短刀為（dosu），一般指的是粗糙的鎬造短刀，與走私手槍等為大多數暴力團常使用的武器。
不過所謂的上並無日本刀需有的刃文等可鑑賞的紋路，與將玉鋼槌打鍛造成的日本刀不同，一般和菜刀一樣使用實用鋼與軟鐵打造而成，外觀類似於生魚片菜刀。也因此被認為並沒有因美觀或實用而持有的價值，擁有將違反銃刀法。
江戶時代的社家或國學者等，為了彰顯惟神（かんながら）之心，也有把短刀刀刃換為舊式的雙面刃作為佩刀使用的狀況。
舊日本海軍的士官與兵學校學生的「短劍 （页面存档备份，存于）」則為平安、鎌倉以後的傳統短刀配上西洋式短劍柄所成，象徵和魂洋才之義。

## 外部連結
- 東京國立博物館　館藏品一覽　國寶　短刀 銘行光
- 佐野美術館　主要收藏品　工藝　重要文化財　短刀 銘國光（新藤五國光）
- 佐野美術館　主要收藏品　工藝　金梨子地葵紋散蒔繪合口拵

1. ↑  [.   [2008-11-15]. （原始内容存档于2008-11-04）. ]